# Мария-Нойштифт
Мария-Нойштифт (нем. Maria Neustift) — коммуна (нем. Gemeinde) в Австрии, в федеральной земле Верхняя Австрия. 
Входит в состав округа Штайр.  Население составляет 1650 человек (на 31 декабря 2005 года). Занимает площадь 46 км². Официальный код  —  41510.

## Политическая ситуация
Бургомистр коммуны — Франц Заттлер (АНП) по результатам выборов 2003 года.
Совет представителей коммуны (нем. Gemeinderat) состоит из 19 мест.
- АНП занимает 13 мест.
- Народ Австрии - Свобода - Основные права (партия выступающая против вакцинации от ковида: 5 мест.
- АПС занимает 1 место.